# Renato de Guisa
Renato de Guisa, Marqués de Elbeuf (Joinville, 14 de agosto de 1536 - 14 de diciembre de 1566), fue barón de Elbeuf de 1550 a 1554, luego marqués de Elbeuf de 1554 a 1566. 

## Biografía
Fue el último hijo de Claudio I de Guisa, duque de Guisa y de Antonieta de Borbón-Vendome. Acompañó a su hermano Claudio, duque de Aumale en 1551 en Italia y participó en la campaña piamontesa. De vuelta en Francia, participó en la defensa de Metz en 1552, que Enrique II, rey de Francia, acababa de conquistar, y que Carlos V estaba tratando de recuperar. Regresó a Italia a la cabeza de cinco mil soldados suizos, y luchó allí hasta 1557. De regreso en Francia, participó en las guerras religiosas contra los protestantes.

### Matrimonio y descendencia
Se casó, el 3 de febrero de 1555, con Luisa de Rieux (1531-1570), hija de Claudio de Rieux y de Susana de Borbón-Montpensier. Tuvieron dos hijos:
- María de Guisa (1555-1605), se casó con su primo Carlos de Guisa, Duque de Aumale;
- Carlos I de Elbeuf (1556 † 1605), marqués y luego Duque de Elbeuf, conde de Harcourt (por su madre).

Fue embajador de Francia en Escocia y acompañó a su hermana María de Guisa al ingresar al país en 1561. Mecenas, fue protector de artistas, en particular del compositor Pierre Cléreau y del poeta Rémy Belleau.